# Jusmari Oliveira
Jusmari Terezinha de Souza Oliveira (Pérola d'Oeste, 2 de março de 1963) é uma agricultora, educadora e política brasileira filiada ao Partido Social Democrático (PSD). Desde Janeiro de 2019, é deputada estadual pela Bahia.

## Biografia
Oliveira graduou-se em Letras pela Universidade Estadual da Bahia em 1984. Trabalhou como comerciante e agricultora, filiando-se ao Partido da Frente Liberal (PFL) e sendo eleita Vereadora de Barreiras em 1988. Permaneceu no legislativo municipal até janeiro de 1997 quando, na condição de suplente, foi empossada Deputada Estadual da Bahia, ocupando o cargo por uma década.
Nas eleições de 2006, Oliveira foi eleita Deputada Federal pelo PFL. Na Câmara dos Deputados, integrou a Comissão de Direitos Humanos e Minorias e a Comissão de Agricultura, Pecuária, Abastecimento e Desenvolvimento Rural. Em 2007, trocou o PFL pelo Partido da República (PR), pelo qual foi eleita Prefeita de Barreiras em 2008.
Oliveira foi empossada como Prefeita de Barreiras em janeiro de 2009. Em 2011, trocou o PR pelo Partido Social Democrático (PSD), sendo derrotada em sua candidatura à reeleição em 2012. Em 2014, concorreu a Deputada Federal, obtendo a suplência. Em 2017, assumiu a Secretaria de Desenvolvimento Urbano da Bahia por nomeação do Governador Rui Costa.
Em 2018 foi eleita Deputada Estadual com 66.318 votos. Em 2022 tentou a reeleição pela assembleia legislativa, mas dessa vez sem êxito, obtendo 44.640 votos.  